# Reichstein-Synthese
Die Reichstein-Synthese ist ein kombiniertes chemisch-mikrobiologisches Verfahren zur Herstellung von Ascorbinsäure aus D-Glucose, das in mehreren Schritten abläuft. Sie wurde vom Nobelpreisträger Tadeus Reichstein und seinen Kollegen Andreas Grüssner und Rupert Oppenauer 1933 in den Laboratorien der ETH in Zürich entwickelt.

## Reaktionsschritte
Die einzelnen Reaktionsschritte sind:
- Hydrierung von D-Glucose zu D-Sorbit als Startreaktion (eine rein chemische Reaktion) mit Nickel als Katalysator unter hoher Temperatur und hohem Druck
- Mikrobiologische Oxidation (Fermentation) von D-Sorbit zu L-Sorbose (mit Acetobacter[3]) bei pH 4-6 und 30-35 °C
- Schutz von 4 Hydroxygruppen der L-Sorbose durch Umsetzung mit Aceton und Säure zu Diaceton-L-sorbose (2,3:4,6-Diisopropyliden–α–L–sorbose)
- Oxidation mit alkalischer Kaliumpermanganat-Lösung ergibt eine Carbonsäure, die 2-Keto-L-gulonsäure
- Entfernung der Schutzgruppen durch Erhitzen mit Wasser ergibt 2-Keto-L-gulonsäure
- in einem letzten Reaktionsschritt erfolgt Ringschluss (γ-Lactonisierung unter Wasserabspaltung) zu L-Ascorbinsäure.[4]

D-Glucose (1) wird katalytisch zu D-Sorbit (2) reduziert. Biochemisch erfolgt die Dehydrierung durch Mikroorganismen zu L-Sorbose (3). Bei der Reichstein-Synthese wird dieses durch Verwendung von Acetonschutzgruppen in 2,3:4,6-Diisopropyliden–α–L–sorbose (4) überführt. Anschließend erfolgt nach Oxidation und anschließender Abspaltung der Acetonschutzgruppen Ringöffnung zu 2-Keto-L-gulonsäure (5). Alternativ kann 5 auch durch Sauerstoff am Platinkontakt dargestellt werden. In beiden Fällen wird dieses schließlich mit verdünnter Säure zur L-Ascorbinsäure (6) umgesetzt.

Die mikrobiologische Oxidation von D-Sorbit zu L-Sorbose ist aus stereochemischen Gründen erforderlich.

## Bedeutung
Die Synthese wurde im Jahre 1933 zum Patent angemeldet und später an Hoffmann-La Roche verkauft. Das erste kommerziell hergestellte Vitamin-C-Produkt war das Cebion von Merck.
Auch heute noch basieren alle großtechnischen Verfahren zur Produktion von Ascorbinsäure mehr oder weniger auf dem von Reichstein entdeckten Syntheseweg.
Üblich ist jedoch mittlerweile die Direktoxidation von Sorbose zur 2-Keto-L-gulonsäure, z. B. an Platin-Trägerkatalysatoren (nach Kurt Heyns, 1942). Dabei wird das aufwendige Einführen von Schutzgruppen und deren anschließend notwendige Entfernung umgangen. Als Nebenprodukt entsteht bei diesem Syntheseweg 5-Keto-D-gluconsäure. Daneben gibt es verschiedene Wege zur mikrobiellen Synthese, seit kurzem erlauben gentechnisch modifizierte Stämme auch eine Einschritt-Fermentation.